# Sympathetic skin response
Sympathetic skin response, förkortat SSR, är en neurofysiologisk undersökning av det autonoma nervsystemet som har ett flertal applikationer inom medicinen. Vanligen fästs elektroder i händerna eller fötterna hos patienten som ska genomgå undersökningen.